# حسن فاروق ماريكار
حسن فاروق ماريكار (من 6 سبتمبر 1937 إلى 26 يناير 2012) كان رئيسًا لوزراء إقليم بونديشيري ثلاث مرات. وكان أصغر رئيس وزراء في أي ولاية في الهند. خدم في الفترة من 9 أبريل 1967 إلى 6 مارس 1968 ومن 17 مارس 1969 إلى 3 يناير 1974 ومن 1985 إلى 1990 انتُخب ثلاث مرات للوك سابها من بونديشيري في 1991 و 1996 و 1999 وشغل منصب وزير الدولة للطيران المدني والسياحة خلال الفترة من يونيو 1991 إلى ديسمبر 1992. شارك في النضال من أجل تحرير بونديشيري كطالب خلال 1953-1954 عندما كانت بونديشيري مستعمرة فرنسية وعمل كعضو في لجنة الحج المركزية في مومباي من 1975 إلى 2000. تم تعيينه سفيرا للهند في السعودية في سبتمبر 2004.
تم تعيين فاروق حاكم ولاية جهارخاند في عام 2010 وحاكم ولاية كيرالا في عام 2011.
توفي وهو في منصبه في 26 يناير 2012 في الساعة 9:10 مساءً في مستشفى أبولو في تشيناي، بسبب مرض الورم النخاعي المتعدد والأمراض المرتبطة بالكلى. كان عمره 74 سنة وقت وفاته. وكان الحاكم الثاني الذي توفي في منصبه بعد سيكندر باخت وهو أقصر حاكم ولاية كيرالا. تم نقله إلى المستشفى لأكثر من شهر، وتدهورت حالته في الأيام التي سبقت وفاته. عندما كان على وشك الموت، تم توجيه تهمة إضافية إلى حاكم كارناتاكا آنذاك HR Bharadwaj. في غيابه، أقيم حفل رفع العلم في يوم جمهورية الهند في ثيروفانانثابورام من قبل رئيس وزراء ولاية كيرالا آنذاك أومن تشاندي. ونُقلت جنازته إلى مسجد بودوشيري جمعة.